# Барнстабъл (окръг, Масачузетс)
Окръг Барнстабъл (на английски: Barnstable County) е окръг в щата Масачузетс, Съединени американски щати. Площта му е 3383 km², а населението – 214 276 души (2016). Административен център е град Барнстабъл.